# (224693) Morganfreeman
(224693) Morganfreeman ist ein Asteroid des äußeren Hauptgürtels, der von dem italienischen Amateurastronomen Vincenzo Silvano Casulli am 21. Januar 2006 am Observatorium im Ortsteil Vallemare (IAU-Code A55) der Gemeinde Borbona in der Provinz Rieti entdeckt wurde.
Der Asteroid befindet sich in einer 3-2-1-Bahnresonanz mit Jupiter und Saturn.
Mittlere Sonnenentfernung (große Halbachse), Exzentrizität und Neigung der Bahnebene von (224693) Morganfreeman entsprechen grob der Eos-Familie, einer Gruppe von Asteroiden, welche typischerweise große Halbachsen von 2,95 bis 3,1 AE aufweisen, nach innen begrenzt von der Kirkwoodlücke der 7:3-Resonanz mit Jupiter, sowie Bahnneigungen zwischen 8° und 12°. Die Gruppe ist nach dem Asteroiden (221) Eos benannt. Es wird vermutet, dass die Familie vor mehr als einer Milliarde Jahren durch eine Kollision entstanden ist.
(224693) Morganfreeman wurde am 22. April 2016 nach dem US-amerikanischen Schauspieler, Regisseur und Oscar-Gewinner Morgan Freeman benannt. In der Widmung hervorgehoben werden auch Astronomiedokumentationen, die Morgan Freeman moderiert.